# Le Miroir à deux faces
Pour plus de détails, voir Fiche technique et Distribution.
Le Miroir à deux faces est un film dramatique italo-français réalisé par André Cayatte, sorti en 1958.

## Synopsis
Grâce à une annonce, Pierre Tardivet, petit professeur besogneux, épouse Marie-José Vauzange, jeune fille intelligente et sensible, mais au physique ingrat. Bien vite la mesquinerie de Tardivet et de sa mère apparaissent et Marie-José se résout à une vie monotone. Deux enfants naissent. Dix ans passent. Victime d'un accident de la route, Tardivet est soigné par le docteur Bosc, célèbre chirurgien esthétique. Bosc, ayant vu sa beauté cachée, opère Marie-José malgré l'interdiction de Tardivet qui ne lui pardonnera jamais. La transformation est totale et sa mesquinerie va très vite laisser place à l'amertume et à la haine.

## Fiche technique
- Réalisation : André Cayatte
- Scénario, adaptation : André Cayatte, Gérard Oury
- Dialogues : Denis Perret, Jean Meckert
- Assistant réalisateur : Serge Vallin
- Images : Christian Matras
- Opérateur : Gilbert Chain, assisté d'Ernest Bourreau
- Musique : Louiguy (Éditions Hortensia)
- La Symphonie n° 5 de Beethoven, dirigée par Wilhelm Furtwängler est exécutée par l'orchestre philharmonique de Vienne sur marque La voix de son maître, exclusivité Pathé Marconi
- Décors : Jacques Colombier, assisté de Jean Forestier
- Costumes : Tanine Autre
- Robes de : Paulette Coquatrix
- Chapeaux de : Jean Barthet
- Montage : Paul Cayatte, assisté de Nicole Colombier
- Durée : 96 minutes
- Son : Pierre Bertrand
- Maquillage : Yvonne Fortuna
- Effets spéciaux de maquillage : Charles E. Parker
- Coiffures : Simone Knapp
- Photographe de plateau : Jean-Louis Castelli
- Script-girl : Simone Chavaudra
- Régisseur : Hubert Mérial
- Ensemblier : Albert Volper
- Affichiste : Clément Hurel
- Pellicule 35 mm, noir et blanc - Son système Optiphone
- Tirage Laboratoire G.T.C Joinville
- Directeur de production : Robert Sussfeld
- Tournage du 23 janvier au 29 mars 1958 dans les studios de Boulogne, à l'aéroport de Paris et à Venise (Italie)
- Production franco-italienne :  Paris Union Films, Franco London Films, Gaumont (Paris) -  Italie C.E.I Incom S.P.A (Rome)
- Chef de production : Henry Deutschmeister
- Producteur délégué : Alain Poiré
- Distribution : Gaumont
- Genre : drame
- Durée : 96 minutes
- Date de sortie : 
  - France : 15 octobre 1958
- Visa d'exploitation : 20299

## Distribution

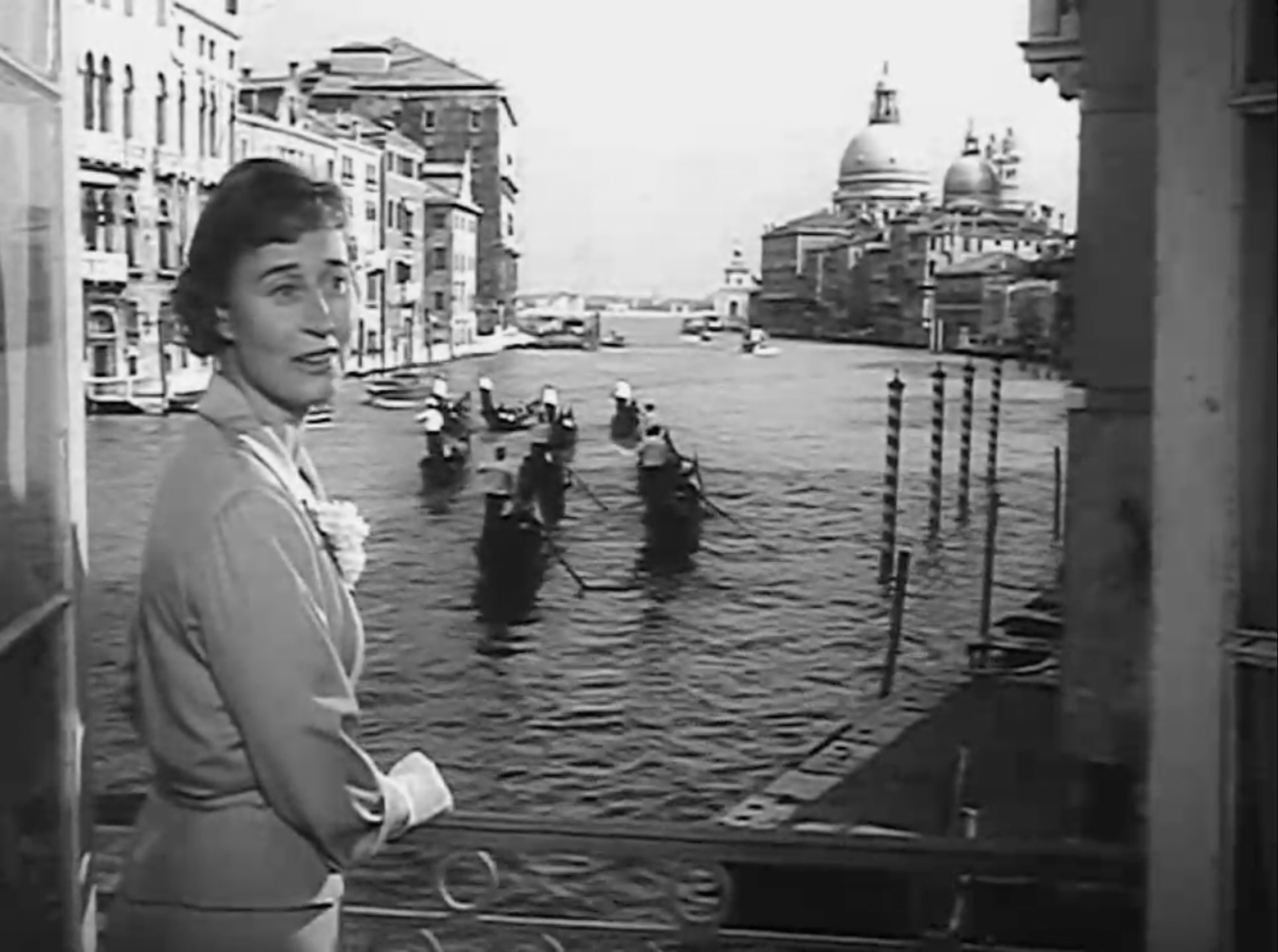
Michèle Morgan dans une scène du film.

- Michèle Morgan : Marie-José Vauzange
- Bourvil : Pierre Tardivet
- Sylvie : la mère de Pierre
- Ivan Desny : Gérard Durieu
- Elisabeth Manet : Véronique Vauzange, la soeur cadette de Marie-José
- Jane Marken : Mme Vauzange, la mère de Marie-José
- Georges Chamarat : Georges Vauzange, le père de Marie-José
- Gérard Oury : le docteur Bosc
- Sandra Milo (doublée par Claire Guibert) : Ariane, l'assistante de Bosc
- Julien Carette : Albert Benoît
- Georgette Anys : Marguerite Benoît
- Corrado Guarducci : le maître d'hôtel à Venise
- Pierre Brice : Jacques
- Jean-François Poron : un danseur à l'anniversaire de Véronique
- André Oumansky : un danseur à l'anniversaire de Véronique
- Renée Passeur : la patiente de Bosc qui se fait refaire le nez
- Catherine Candida : la patiente de Bosc qui s'est fait refaire un sein
- Florence Brière : la patiente de Bosc qui se fait refaire le visage
- Charles Bouillaud : un collègue de Pierre à l'école
- Jacques Marin : un collègue de Pierre à l'école (celui au vélo)
- Bruno Balp : un collègue de Pierre à l'école (celui au scooter)
- André Philip : un collègue de Pierre à l'école
- Yves Barsacq : un concierge de l'école
- René Hell : un concierge de l'école
- Hubert de Lapparent : l'employé aux petites annonces
- Jacques Mancier : le commissaire qui reçoit la déposition de Pierre
- Marcel Perès : le patron du bistrot
- Robert Rollis : le steward du vol pour Montréal
- Lisa Jouvet : l'hôtesse de l'air du vol pour Montréal
- Aurore Paquiss :  l'hôtesse de l'air au téléphone
- Marie Dubois (non créditée) : une invitée aux fiançailles de Véronique
- Adrien Cayla-Legrand (non crédité) : un invité à l'anniversaire de Véronique
- Dany Saval (non créditée)

## Critique
Le Miroir à deux faces est un film original à double titre : il s'agit à la fois d'un des rares rôles dramatiques de Bourvil, qui compose avec brio un personnage odieux de mesquinerie, et d'un film où la beauté de Michèle Morgan n'est pas exploitée au début, puisqu'elle joue au contraire le rôle d'une femme laide.

## Anecdotes
- Michèle Morgan et Gérard Oury, respectivement Marie-José Vauzange et le docteur Bosc dans le film, formeront un couple dans la vraie vie.

- Bourvil et Michèle Morgan se retrouveront à nouveau dans un même film deux ans plus tard pour Fortunat.

## Adaptations
- Le film a fait l'objet, en 1996, d'un remake américain, sous le titre Leçons de séduction (The Mirror Has Two Faces), scénarisé par Richard LaGravenese et réalisé par Barbra Streisand.

- Un téléfilm français intitulé Beauté fatale a été réalisé en 2009 par Claude-Michel Rome sur le même thème.